# Diomedes-Inseln
Die Diomedes-Inseln (englisch Diomede Islands, russisch Острова Диомида Ostrowa Diomida oder Острова́ Гво́здева Ostrowa Gwósdewa ‚Gwosdew-Inseln‘) sind eine Inselgruppe in der Beringstraße. Diese besteht aus der westlichen Ratmanow-Insel (auch Große Diomedes-Insel oder Big Diomede) die zu Russland und der östlichen Kleinen Diomedes-Insel (Little Diomede), die zu den USA gehört. Gelegentlich zählt man auch den etwa 15 km südöstlich der Kleinen Diomedes-Insel gelegenen, unbewohnten Fairway Rock (USA) zu der Inselgruppe. Zwischen der Großen und der Kleinen Diomedes-Insel, die rund vier Kilometer voneinander entfernt liegen, verläuft nicht nur die amerikanisch-russische Staatsgrenze, sondern auch die Internationale Datumsgrenze.

## Geographie
Die Inseln liegen in der Mitte der Beringstraße, etwa auf halber Distanz zwischen Kap Deschnjow und Kap Prince of Wales auf 65° 46’ nördlicher Breite. Die Küsten der Inseln sind stark zerklüftet, mit steil zum Meer abfallenden Felsen. Die im Inneren der Inseln gelegenen Plateaus sind dagegen relativ flach.
Die zu Russland gehörende Ratmanow-Insel (Inupiaq Imaqliq – „die vom Wasser Umgebene“) hat eine Fläche von 29 km². Ihr höchster Punkt ist 513 Meter (1683 Fuß) hoch. In den Zeiten des Kalten Krieges wurde hier eine sowjetische Militärbasis errichtet. Die Ostspitze der russisch kontrollierten Insel ist zugleich der östlichste Punkt Russlands.
Die zum US-Bundesstaat Alaska gehörende Kleine Diomedes-Insel (Inupiaq Iŋaliq – „die Gegenüberliegende“) hat eine Fläche von etwa 7 km² und wurde 2010 von 115 Menschen bewohnt, hauptsächlich indigenen Einwohner der Iñupiat beziehungsweise Ingalikmiut. Ihr höchster Punkt erreicht eine Höhe von 394 Metern (1292 Fuß). Hauptort der Insel ist Diomede.
Der Zeitunterschied zwischen den beiden Inseln beträgt 21 Stunden, d. h., wenn auf der russischen Insel Montag 12 Uhr (UTC+12) ist, ist auf der amerikanischen Sonntag 15 Uhr (UTC−9).

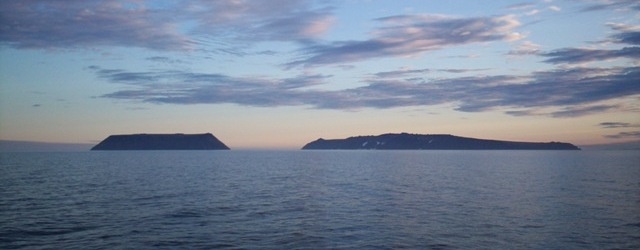
Diomedes-Inseln (links: Kleine Diomedes-Insel)
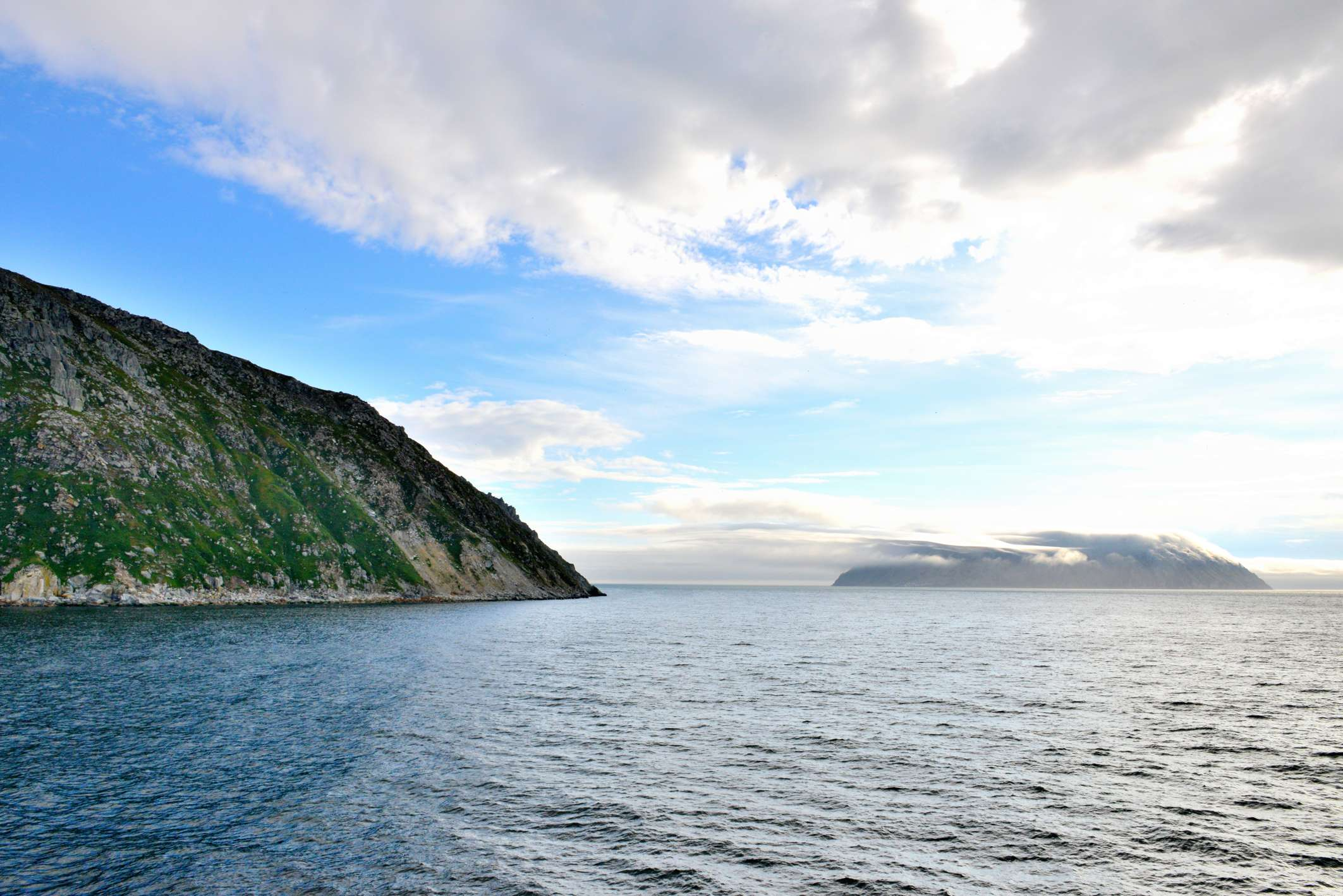
Ratmanow-Südküste, im Hintergrund: Kleine Diomedes-Insel
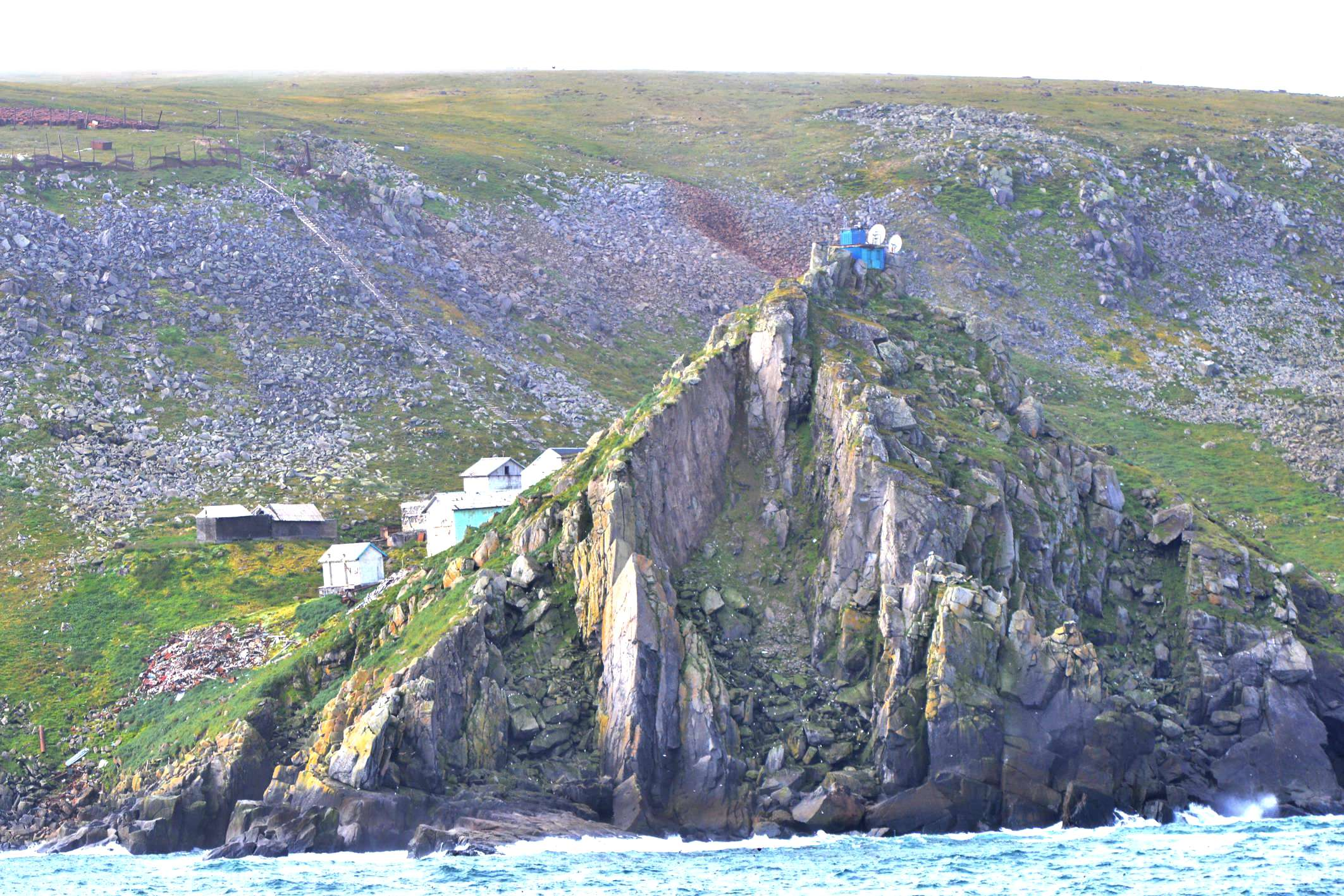
Russischer Grenzposten an der Ratmanow-Nordküste
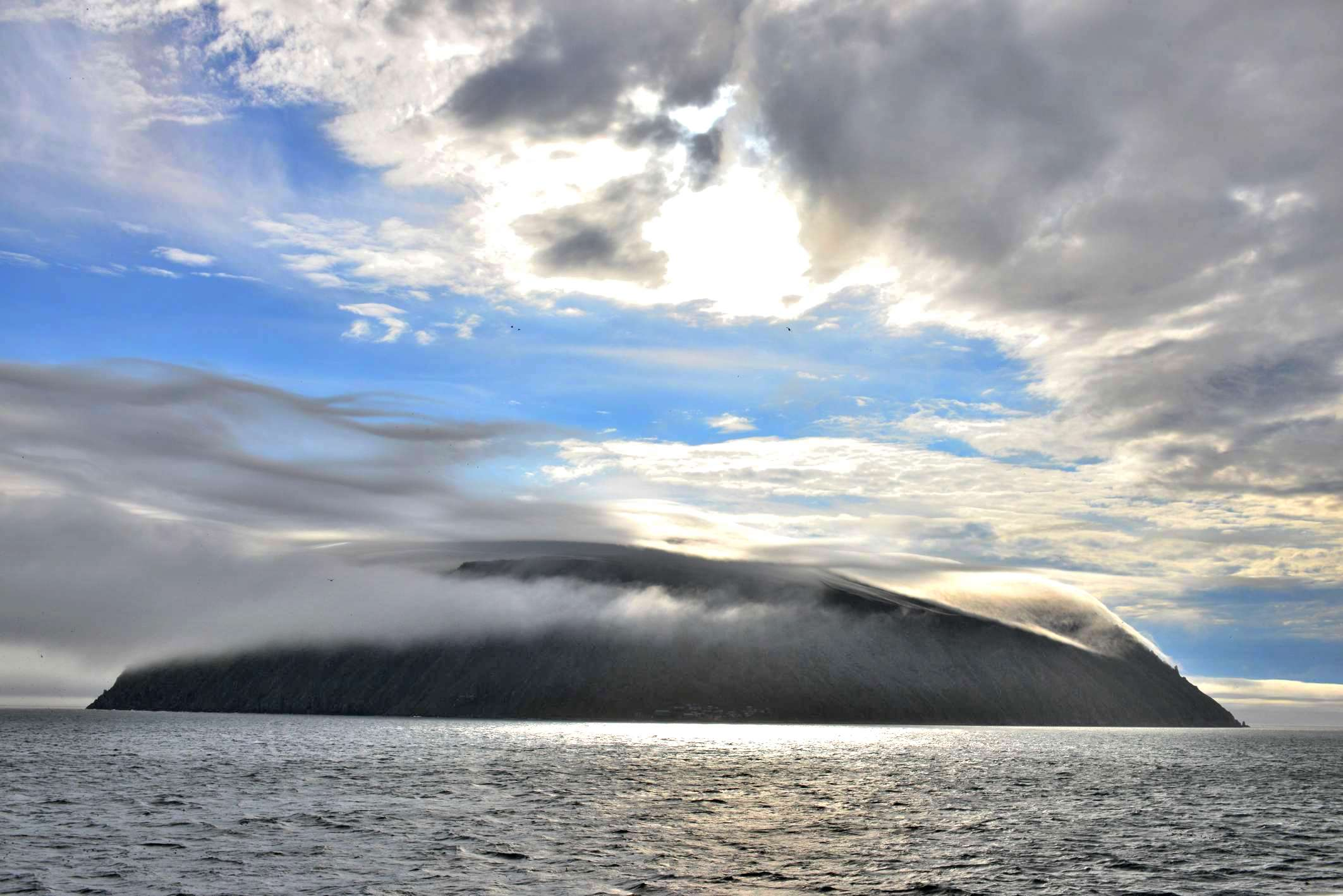
Kleine Diomedes-Insel von Westen
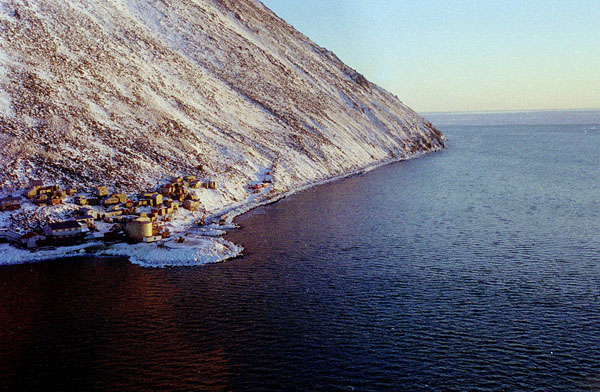
Diomede (Iŋaliq), Iñupiat-Siedlung auf der Kleinen Diomedes-Insel
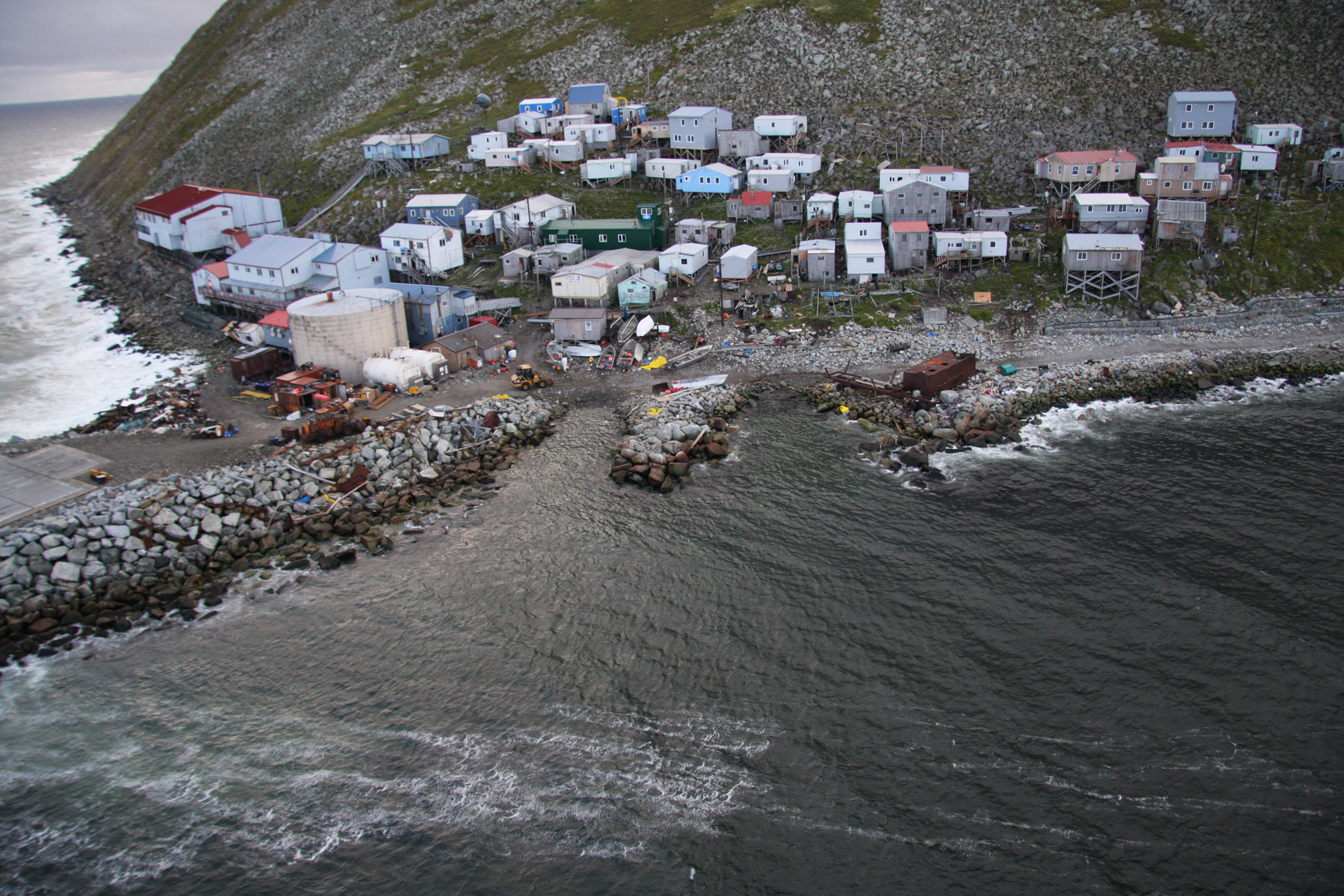
Diomede (Iŋaliq)
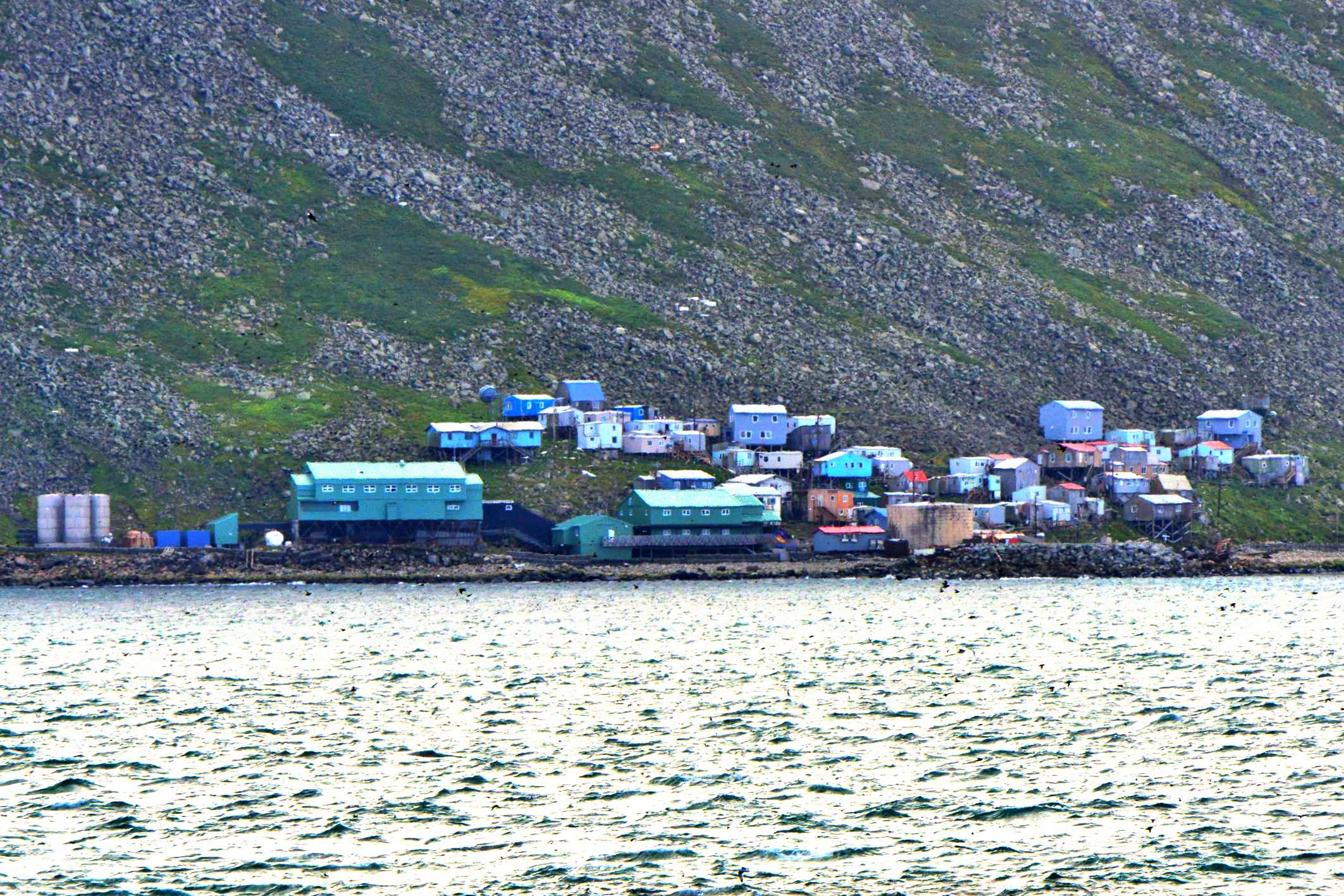
Iñupiat-Siedlung Iŋaliq auf der Kleinen Diomedes-Insel
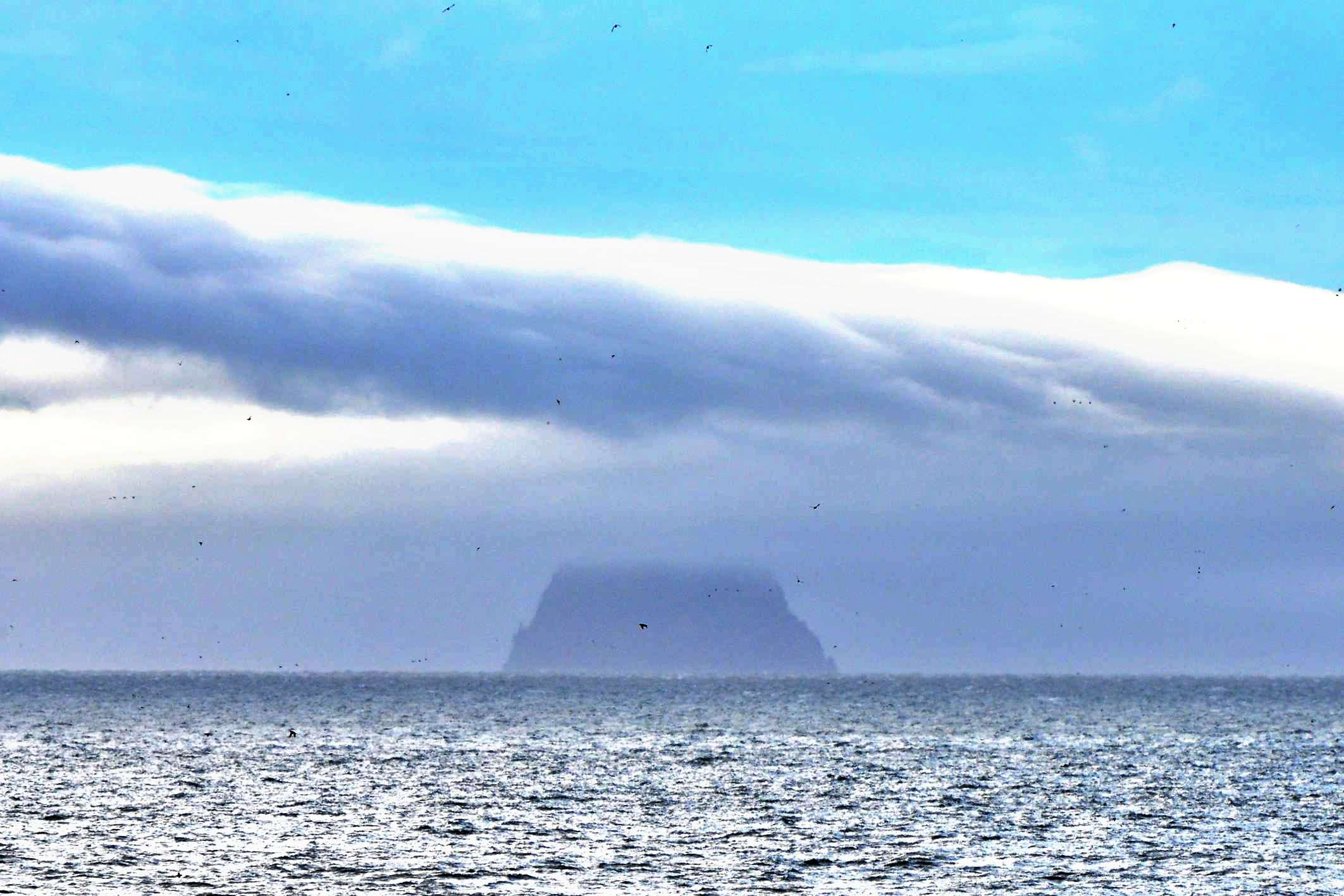
Fairway-Felseninsel von der Ratmanow-Insel aus gesehen

## Geschichte
Erstmals von einem europäischen Forscher entdeckt wurden die Inseln am 16. Augustjul. / 27. August 1728greg. durch Vitus Bering, der sie nach Diomedes von Tarsus benannte, einem in der Russisch-Orthodoxen Kirche verehrten frühchristlichen Märtyrer, an dessen Gedenktag die Entdeckung erfolgte.  Die eigentliche Erkundung fand erst 1732 durch den russischen Forscher Michail Spiridonowitsch Gwosdew statt.
Am 7. August 1987 durchschwamm die Amerikanerin Lynne Cox die Engstelle zwischen Kleiner und Großer Diomedes-Insel, um ein Zeichen für den Frieden zu setzen.